# Ion Galarza
Ion Galarza Pedroso (nacido el 11 de marzo de 1997 en Durango) es un jugador de baloncesto español que milita en las filas del Real Canoe NC de la Liga EBA. Mide 1,96 metros, y juega en la posición de ala-pívot.

## Trayectoria
El jugador vasco llegó a Valencia con ocho años y firmó por el Valencia Basket en categoría júnior.
El 2 de octubre de 2018, Galarza debutó en las filas del Valencia Basket en la 7DAYS EuroCup tras imponerse en su estreno en la competición al LDLC ASVEL Villeurbanne por 84-62.
El 28 de octubre de 2018, Galarza debutó en la Liga Endesa jugando durante solo 5 segundos del encuentro de la jornada 6 en la victoria en casa frente al Montakit Fuenlabrada por 86 a 67.
En la temporada 2021-22, juega en el Safir Fruits Alginet de la Liga LEB Plata.

## Palmarés
- EuroCup (1): 2019

## Trayectoria deportiva
- Valencia Basket (Liga EBA) (2016-2018)
- Valencia Basket (2018-2021)
- Club Bàsquet Llíria (2019-2021)
- Safir Fruits Alginet (2021-2022)
- Real Canoe NC (2023-2024)